# Edith Hollowayová
Edith Martha Hollowayová (anglicky Edith Martha Holloway) (1868–1956) byla anglická šachistka. Byla dcerou sochaře Johna Dentona Crittendena, který vystavoval v Královské akademii.

## Šachová kariéra
Zvítězila v prvním mistrovství Británie v šachu žen uspořádaném po první světové válce. V následujících letech několikrát dosáhla na oceněná místa a na mistrovství v roce 1936 ve věku 68 let titul znovu dobyla.
Na první neoficiální šachové olympiádě v roce 1924 v Paříži reprezentovala Anglii. Zde zaznamenala 2 výhry, 2 remízy a 9 proher včetně předkol. Stala se tak první ženou startující na šachové olympiádě, v čemž ji následovala Chaudé de Silans v roce 1950 a samostatná ženská družstva startovala poprvé až v roce 1957. Památnou se stala její výhra nad ruským mistrem Peterem Potěmkinem, který reprezentoval Francii.
Společně s Helene Cottonovou obsadila dělené 1. místo v roce 1924 v Meranu na neoficiálním ženském mistrovství Evropy v šachu. Následně se zúčastnila dvoukolového šachového meziměstského zápasu Londýn - Vídeň tříčlenných ženských družstev, kde reprezentovala Londýn. Celkem třikrát se zúčastnila turnaje o mistryni světa v šachu žen, přičemž nejlépe obsadila dělené 4. místo.

## Výsledky na MS v šachu žen
| Rok  | Turnaj                           | Místo     | Výsledek | Pořadí  |
| 1927 | 1. mistrovství světa v šachu žen | Londýn    | +4 -3 =4 | 4.–5.   |
| 1935 | 5. mistrovství světa v šachu žen | Varšava   | +3 -5 =1 | 6.–7.   |
| 1937 | 6. mistrovství světa v šachu žen | Stockholm | 7/14     | 10.–16. |

## Partie
Edith Hollowayová - Peter Potěmkin, Paříž 1924, Owenova obrana 1.e4 b6 2.d4 Sb7 3.Sd3 f5 4.f3 fxe4 5.fxe4 g6 6.Se3 e6 7.Jf3 Jf6 8.Jbd2 Jg4 9.De2 Jxe3 10.Dxe3 Sg7 11.0–0 Jc6 12.c3 0–0 13.Vf2 Je7 14.Vaf1 d5 15.Jg5 Vxf2 16.Dxf2 Dd7 17.Df7+ Kh8 18.Jxe6 Vg8 19.e5 Sc8 20.Jxg7 Vxg7 21.Df6 Jf5 22.Jf3 De7 23.Ve1 Kg8 24.Dc6 Se6 25.Da8+ Df8 26.Dxa7 g5 27.Sxf5 Sxf5 28.Db7 Se4 29.Jd2 c5 30.Dxb6 Vf7 31.De6 cxd4 32.Jxe4 dxe4 33.cxd4 Db4 34.Vf1 Dxd4+ 35.Kh1 Dd7 36.Dxf7+ 1–0